# Miss Grand Internacional 2019
Miss Grand Internacional 2019 fue la 7.ª edición del certamen Miss Grand Internacional, correspondiente al año 2019. La final se llevó a cabo el 25 de octubre en el Poliedro de Caracas, ubicado en la ciudad Caracas, Venezuela; siendo la primera vez que el certamen se realiza en Latinoamérica. Candidatas de 60 países y territorios autónomos compitieron por el título. Al final del evento, Clara Sosa, Miss Grand Internacional 2018 de Paraguay, coronó a Valentina Figuera, de  Venezuela, como su sucesora.
La conferencia de prensa de la organización se realizó el 25 de julio de 2019 en Caracas.

## Resultados
| Posiciones                    | Candidata |
| ----------------------------- | --- |
| Miss Grand Internacional 2019 | - Venezuela - Valentina Figuera |
| Primera Finalista             | - México - María Malo |
| Segunda Finalista             | - Tailandia - Arayha Suparurk |
| Tercera Finalista             | - Panamá - Carmen Drayton |
| Cuarta Finalista              | - Brasil - Marjorie Marcelle |
| Semifinalistas (Top 10)       | - Australia - Taylor Marlene - Ecuador - Mara Topić - Perú - Camila Escribens - Puerto Rico - Hazel Ortiz - Vietnam - Nguyễn Hà Kiều Loan |
| Cuartofinalistas (Top 21)     | - Chile - Francisca Lavandero - Colombia - Génesis Quintero - Costa Rica - Brenda Castro - España - Ainara de Santamaría - Guatemala - Dannia Guevara - Irlanda - Sudawan Khumdee - Japón - Adeline Minatoya - Paraguay - Milena Rodríguez - República Checa - Mary Boichenko - República Dominicana - Stéphanie Bustamante - Sudáfrica - Belindé Schreuder |

- § Votada por el público de todo el Mundo vía internet para completar el cuadro de 10 semifinalistas.

### Premios especiales
| Título                 | Candidata                       |
| ---------------------- | ------------------------------- |
| Mejor Traje Nacional   | - Ecuador - Mara Topić          |
| Mejor en Traje de Baño | - Panamá - Carmen Drayton       |
| Mejor en Traje de Gala | - Perú - Camila Escribens       |
| Miss Voto Popular      | - Vietnam - Nguyễn Hà Kiều Loan |

## Áreas de competencia
La conferencia de prensa de la organización el 25 de julio de 2019 en Caracas se dio cuenta de que la escasez de electricidad y la crisis en Venezuela podrían afectar la seguridad de las candidatas y el desenvolvimiento de la competencia, por lo que todas las actividades de Miss Grand International 2019 sucederán solo en la capital, Caracas. Las actividades en Caracas se realizarán entre el 10 y 25 de octubre y comprenderán:
| - Fotografía oficial de retratos (9 de octubre) - Cena de Gala (10 de octubre) - Visita a lugares históricos (11—14 de octubre) - Ensayo (14,16 de octubre) - Competencia por mejor en traje de baño (17 de octubre) | - Gira de medios (18 de octubre) - Entrevista con el jurado (19 de octubre) - Ensayo (20, 22 de octubre) - Presentación de traje nacional (21 de octubre) - Gala preliminar (23 de octubre) - Gala final (25 de octubre) |

### Final
La competencia final de Miss Grand International 2019 se llevará a cabo el 25 de octubre en el Poliedro de Caracas. La ganadora será coronada por Clara Sosa, Miss Grand Internacional 2018, y recibirá un premio en efectivo de USD 40.000,00, un bono de regalo y también se le proporcionará un apartamento de lujo completamente amueblado en Bangkok, Tailandia, durante el año de su reinado para trabajar como embajadora de la organización.

### Competencia preliminar
La competencia preliminar de Miss Grand International 2019 se celebró en el Poliedro de Caracas el 23 de octubre. Todos los candidatos presentaron su actuación en trajes de baño y trajes de baño frente al panel de jueces, así como una entrevista preliminar. Los puntos calculados dependen del rendimiento de cada candidata y se agregarán a los puntajes de otras actividades preliminares para determinar las finalistas del Top 20. El cantante de la banda de chicos venezolanos, El Encuentro, se encargó de entretener en este evento.
Esta ronda equivale a la tercera parte del puntaje total para determinar las 20 semifinalistas que se anunciarán en la competencia final. Sin embargo, el puntaje de la actividad previa al concurso también será evaluado. Los jueces de este evento fueron:
- Teresa Chaivisut - Vicepresidenta de Organización Miss Grand Internacional.
- Leudys González - CEO Fundación Nuestra Tierra.
- George Wittels - Diseñador de joyas y coronas.
- Pedro Durán - Emprendedor y cantante.
- Nawat Itsaragrisil - Presidente de Organización Miss Grand Internacional.

### Entrevista preliminar
La entrevista preliminar de Miss Grand Internacional fue una de las actividades serias porque vale la tercera parte de los puntajes, lo que determinará el Top 20. El evento tuvo lugar en el Tamanaco Intercontinental Caracas. Nawat Itsaragrisil, presidente de MGI, Teresa Chaivisut, vicepresidenta de MGI, y Clara Sosa, Miss Grand Internacional 2018, tuvieron la oportunidad de hablar individualmente con las concursantes, quienes compartieron sus historias de vida, metas profesionales y personales, y los obstáculos que enfrentaron para llegar a la competencia.
Los entrevistadores de esta ronda incluyen;
- Teresa Chaivisut - Vicepresidenta de Organización Miss Grand Internacional.
- Clara Sosa - Miss Grand Internacional 2018.
- Nawat Itsaragrisil - Presidente de Organización Miss Grand Internacional.

### Premios especiales oficiales
La Organización Miss Grand Internacional otorgará cinco premios especiales durante las actividades del Miss Grand Internacional 2019. Las ganadoras de dichos premios serán reveladas durante la gala final.

#### Mejor en traje de baño
La competencia por el mejor traje de baño se llevó a cabo en la piscina del Hotel Tamanaco InterContinental de la ciudad de Caracas el 17 de octubre. La ganadora de la competencia se anunciará en la noche final de la coronación y obtendrá un premio en efectivo de USD 3.000,00 y el trofeo MGI como recompensa. Clara Sosa, Miss Grand Internacional 2018, fue la anfitriona del evento.
El 80% de la puntuación de este evento es de los jueces y el 20% de la votación en la página oficial de Facebook de Miss Grand Internacional, solo se calculará como "Like" en la imagen de cada concursante. La votación comenzó a las 7:00 p. m. del 19 de octubre de 2019 (hora local de Venezuela GMT-4) y terminó el 20 de octubre de 2019 a las 8:00 p. m. (hora local de Venezuela GMT-4). El Top 10 se anunció en la página de Facebook el 20 de octubre y la ganadora será anunciada en la noche de coronación, respectivamente.
Los jueces de este evento fueron:
- Teresa Chaivisut - Vicepresidenta de Organización Miss Grand Internacional.
- Leudys González - CEO Fundación Nuestra Tierra.
- George Wittels - Diseñador de joyas y coronas.
- Pedro Durán - Emprendedor y cantante.
- Carlos Veloz - Director de Finanzas de Intercontinental Tamanaco, Caracas.
- Nawat Itsaragrisil – Presidente de Organización Miss Grand Internacional.

| Posición | Candidata |
| Ganadora | - Panamá - Carmen Drayton |
| Top 10   | - Myanmar - Hmwe Thet Lwin - Malasia - Mel Dequanne - México - María Malo - Tailandia - Arayha Suparurk - Vietnam - Nguyễn Hà Kiều Loan - Indonesia - Sarlin Jones - Filipinas - Samantha Lo - Brasil - Marjorie Marcelle - Venezuela - Valentina Figuera |

#### Miss Voto Popular
Las delegadas de Miss Grand Internacional pasarán a una aplicación donde serán votadas por la candidata favorita del evento. La candidata ganadora completará el Top 20, pero pasa directo al Top 10. En la noche final del evento se anunciará a la ganadora y posteriormente la página oficial del Miss Grand International anunciará a las otras 10 más votadas.
| Posición | Candidata |
| Ganadora | - Vietnam - Nguyễn Hà Kiều Loan |
| Top 10   | - Myanmar - Hmwe Thet Lwin - Malasia - Mel Dequanne - Filipinas - Samantha Lo - Indonesia - Sarlin Jones - México - María Malo - India - Shivani Jadhav - Perú - Camila Escribens - Venezuela - Valentina Figuera - Tailandia - Arayha Suparurk |

#### Mejor Traje Nacional
El evento se realizó el 21 de octubre en el Poliedro de Caracas a las 10:30 a. m. (hora local de Venezuela GMT-4). Las delegadas de Miss Grand Internacional portaron cada una un Traje Nacional o de Fantasía representativo de su país. Las votaciones comenzaron el 21 de octubre a las 3:30 p. m. (Hora local de Venezuela GMT-4) en la página oficial de Facebook de Miss Grand Internacional y finalizó el 23 de octubre a las 8:00 p. m. (Hora Local de Venezuela GMT-4) donde se eligieron a las 10 más votadas por el público y el jurado eligio a otras 10 para conformar el Top°20. El Top°10 fue anunciado el 24 de octubre a las 10:00 p. m. (Hora Local de Venezuela GMT-4) donde 5 fueron elegidas por el público y 5 fueron elegidas por los jueces. La candidata ganadora del Mejor traje Nacional será anunciada en la noche final y recibirá un trofeo por parte de la organización y un premio en efectivo de USD 3.000,00.
Los jueces o el Comité de Selección de este evento, que incluyen:
- Teresa Chaivisut - Vicepresidenta de Organización Miss Grand Internacional.
- Leudys González - CEO Fundación Nuestra Tierra.
- George Wittels - Diseñador de joyas y coronas.
- Pedro Durán - Emprendedor y cantante.
- Nawat Itsaragrisil - Presidente de Organización Miss Grand Internacional.

| Posición | Candidata |
| Ganadora | - Ecuador - Mara Topić |
| Top 10   | - Filipinas - Samantha Lo - México - María Malo - Vietnam - Nguyễn Hà Kiều Loan - Myanmar - Hmwe Thet Lwin - Malasia - Mel Dequanne - Tailandia - Arayha Suparurk - Japón - Adeline Minatoya - Perú - Camila Escribens - Indonesia - Sarlin Jones                                                         |
| Top 20   | - Guatemala - Dannia Guevara - República Dominicana - Stephanie Bustamante - Brasil - Marjorie Marcelle - Costa Rica - Brenda Castro - Guadalupe - Nahémy Ceriac - India - Shivani Jadhav - Líbano - Stephanie Karam - Nigeria - Favour Ocheche - Panamá - Carmen Drayton - Venezuela - Valentina Figuera |

## Actividad previa al concurso

### Top 6: Pre-arrival Voting
El 2 de octubre de 2019, Miss Grand Internacional Organization anunció a través de la página oficial de Facebook que las cinco candidatas que tuvieran más Like y Share en su foto en la página oficial, tendrían la oportunidad de unirse a una cena privada con el presidente de la organización el 10 de octubre. La fecha límite para esta votación previa al concurso fue hasta las 4:00 p. m. (hora de Venezuela) del 9 de octubre, y la organización anunció el resultado de la votación en su página oficial de Facebook dos horas después; la representante de Cuba fue la máxima ganadora al quedar de primer lugar.
Unas horas después de anunciar a las cinco ganadoras principales, debido a un error en el proceso de cálculos de puntos para las representantes de Indonesia y Paraguay, la organización decidió cambiar el número de ganadoras de 5 a 6, haciendo que ambas candidatas pudieran unirse al evento de la cena. Otras ubicaciones fueron enumerados alfabéticamente en la tabla a continuación;

##### Resultado de la Votación
| Posición  | Candidata |
| Ganadoras | - Cuba - Elaine González - Myanmar - Hmwe Thet Lwin - México - María Malo - Perú - Camila Escribens - Paraguay - Milena Rodríguez - Indonesia - Sarlin Jones |
| Top 10    | - Ecuador - Mara Topić - Malasia - Mel Dequanne - Vietnam - Nguyễn Hà Kiều Loan - Brasil - Marjorie Marcelle                                                 |

### Desfile de Modas: Coronas Honorables de George Wittels
Todas las coronas honorables en la historia de George Wittels fueron presentadas por 21 candidatas que obtuvieron la mayor cantidad de puntos mediante «Like & Share» de sus fotos en el Facebook oficial de la organización. Todas esas coronas fueron hechas por George Wittels, el diseñador de la tercera «Golden Crown» de Miss Grand Internacional. Cada «Like» y «Share» obtendrán 1 y 3 puntos respectivamente, el desafío de votación comenzó a las 4:00 PM el 14 de octubre y terminó a las 05:00 PM el 15 de octubre (Hora de Venezuela).Dentro de esta colección estuvieron además de las coronas venezolanas del Miss Mundo, Miss Universo, International y Grand International, las coronas de Señorita Panamá Universo (2016-2018) y Señorita Panamá Grand (2018), también creadas por Wittels.
En el mismo escenario, se revelará la Golden Crown de nuevo diseño. Este evento se llevará a cabo en la estación de TV Televen a las 6:00 PM el 15 de octubre.

#### Resultado de la Votación
| Posición  | Candidata |
| Ganadoras | - Filipinas - Samantha Lo - Curazao - Liane Bonofacia - Myanmar - Hmwe Thet Lwin - Indonesia - Sarlin Jones - México - María Malo - Paraguay - Milena Rodríguez - Vietnam - Nguyễn Hà Kiều Loan - Perú - Camila Escribens - Ecuador - Mara Topić - Malasia - Mel Dequanne - Venezuela - Valentina Figuera - Colombia - Génesis Quintero - Tailandia - Arayha Suparurk - Guatemala - Dannia Guevara - Brasil - Marjorie Marcelle - Bolivia - Natalia Rojas - Costa Rica - Brenda Castro - India - Shivani Jadhav - España - Ainara de Santamaría - Puerto Rico - Hazel Ortiz - Panamá - Carmen Drayton - Chile - Francisca Lavandero |

## Candidatas
60 candidatas compitieron por el título:
(En la tabla se utiliza su nombre completo, los sobrenombres van entrecomillados y los apellidos utilizados como nombre artístico, entre paréntesis; fuera de ella se utilizan sus nombres «artísticos» o simplificados).
| País/Territorio      | Candidata                               | Edad | Residencia            |
| -------------------- | --------------------------------------- | ---- | --------------------- |
| Albania              | Xhensila Shaba                          | 23   | Tirana                |
| Alemania             | Lalaine Desiree Quintana Mahler         | 19   | Loffenau              |
| Armenia              | Liana «Lily» Sargsyan                   | 19   | Ereván                |
| Australia            | Taylor Marlene Curry                    | 24   | Gold Coast            |
| Baskortostán         | Galina Alekseevna Lukina                | 27   | Ufá                   |
| Bielorrusia          | Karina Kiseleva                         | 22   | Minsk                 |
| Bolivia              | Natalia Carolina Paz Rojas              | 19   | Cochabamba            |
| Brasil               | Marjorie Marcelle Corrêa Angelotti      | 24   | São Paulo             |
| Bulgaria             | Victoria Zahidova Vaseva                | 25   | Sofía                 |
| Canadá               | Brianna Plouffe                         | 20   | Cowansville           |
| Chile                | Francisca Paz Lavandero Ceballos        | 19   | Los Ángeles           |
| China                | Deng Jiefang                            | 20   | Shanxi                |
| Colombia             | Génesis Andrea Quintero Pérez           | 27   | Arauca                |
| Costa Rica           | Brenda Giselle Castro Madrigal          | 27   | Guápiles              |
| Cuba                 | Elaine González                         | 25   | La Habana             |
| Curazao              | Liane Bonofacia                         | 27   | Willemstad            |
| Ecuador              | Mara Stefica Topić Verduga              | 25   | Los Ángeles           |
| Egipto               | Esraa Abdelmoneim Abdelmohsen Albelasi  | 26   | El Cairo              |
| El Salvador          | Olga María Flores Ortiz                 | 25   | Usulután              |
| España               | Ainara de Santamaría Villamor           | 23   | Argoños               |
| Estados Unidos       | Emily Irene Delgado                     | 24   | Las Vegas             |
| Estonia              | Elisse Randmma                          | 19   | Kirna                 |
| Filipinas            | Samantha Ashley Lo                      | 26   | Cebú                  |
| Francia              | Cassandra Pereira DeSousa               | 25   | Dreux                 |
| Guadalupe            | Nahémy Ceriac                           | 22   | Les Abymes            |
| Guatemala            | Dannia Sucely Guevara Morfín            | 22   | San Marcos            |
| Haití                | Josée Isabelle Riché                    | 26   | Puerto Príncipe       |
| India                | Shivani Jadhav                          | 23   | Pune                  |
| Indonesia            | Sarlin Delee Jones                      | 18   | Kupang                |
| Irlanda              | Mint Sudawan Kumdee                     | 26   | Dublín                |
| Italia               | Mirea Sorrentino                        | 22   | Pompeya               |
| Japón                | Adeline Minatoya                        | 26   | Nagano                |
| Letonia              | Jekaterīna «Kate» Aleksejeva (Alexeeva) | 24   | Riga                  |
| Líbano               | Stephanie Dash Karam Tovar              | 26   | Ciudad de México      |
| Macao                | Chia Ian Loi «Yammie»                   | 26   | Ciudad de Macao       |
| Malasia              | Mel Dequanne Abar                       | 19   | Kota Kinabalu         |
| Mauricio             | Shanone Savatheama                      | 21   | Beau Bassin-Rose Hill |
| México               | María Malo Juvera Raimond Kedilhac      | 22   | Huixquilucan          |
| Myanmar              | Hmwe Thet Lwin                          | 25   | Myeik                 |
| Nepal                | Nisha Pathak                            | 22   | Katmandú              |
| Nicaragua            | Vanessa de los Ángeles Baldizón Huerta  | 22   | León                  |
| Nigeria              | Favour Oonye Ocheche                    | 20   | Oturkpo               |
| Países Bajos         | Margaretha Emma de Jong                 | 22   | Jistrum               |
| Panamá               | Carmen Irina Drayton                    | 23   | Colón                 |
| Paraguay             | Milena Montserrat Rodríguez Coronel     | 20   | Encarnación           |
| Perú                 | Camila Namie Escribens                  | 21   | Lima                  |
| Polonia              | Patrycja Woźniak                        | 20   | Lodz                  |
| Portugal             | Laura Emilia Cunha Gameiro              | 23   | Lisboa                |
| Puerto Rico          | Hazel Marie Ortiz Méndez                | 22   | Morovis               |
| República Checa      | Maria «Mary» Boichenko                  | 23   | Praga                 |
| República Dominicana | Stéphanie Liz Bustamante Rodríguez      | 27   | Paterson              |
| Reunión              | Laëtitia Hoareau-Boyer                  | 25   | Terre Sainte          |
| Rumania              | Ramona Maria Vătămanu                   | 27   | Bucarest              |
| Rusia                | Kamilla Uralovna Khusainova             | 21   | Kazán                 |
| Sudáfrica            | Belindé Bella Schreuder                 | 23   | Centurion             |
| Suecia               | Clara Linnea Wahlqvist                  | 20   | Tormestorp            |
| Tailandia            | Arayha Suparurk                         | 25   | Nakhon Phanom         |
| Ucrania              | Viktoriya Myronova                      | 24   | Odesa                 |
| Venezuela            | Lourdes Valentina Figuera Morales       | 19   | Puerto La Cruz        |
| Vietnam              | Nguyễn Hà Kiều Loan                     | 19   | Quảng Nam             |

### Candidatas retiradas
- Argentina - Agustina Epelde Finavi
- Azerbaiyán - Rövşanə Süleymanova
- Camboya - Det Sreyneat
- Corea del Sur - Park Ser-im
- Dinamarca - Stinna Grønhøj Petersen
- Escocia - Freya Taylor
- Finlandia - Lena Malinen
- Gales - Emma Davies
- Inglaterra - Ashleigh Wild
- Kosovo - Arlinda Prenaj
- Laos - Malailak Kettavong
- Nueva Zelanda - Emma May Gribble
- Sierra Leona - Ramatulai Jarata Wurie
- Zambia - Luwi Lusa Kawanda

### Candidatas reemplazadas
- China - Xingxing Ma fue reemplazada por Deng Jiefang.
- Colombia - Sthefani Rodríguez Bastidas fue reemplazada por Génesis Andrea Quintero Pérez.
- Irlanda - Hollie Hersey fue reemplazada por Mint Sudawan Kumdee.
- Nepal - Shradha Silwal fue reemplazada por Nisha Pathak.

## Sobre los países en Miss Grand Internacional 2019

### Naciones debutantes
- Armenia
- Baskortostán
- Irlanda
- Reunión

### Naciones que regresan a la competencia
Compitió por última vez en 2014:
- Curazao

Compitieron por última vez en 2016:
- Italia
- Letonia
- Mauricio
- Rumania

Compitieron por última vez en 2017:
- Bielorrusia
- Egipto
- Francia
- Guatemala
- Nicaragua
- Nigeria

### Naciones ausentes
- Argentina
- Bélgica
- Cabo Verde
- Camboya
- Corea del Sur
- Dinamarca
- Escocia
- Etiopía
- Finlandia
- Gales
- Ghana
- Hong Kong
- Inglaterra
- Islas Cook
- Islas Vírgenes de los Estados Unidos
- Jamaica
- Kazajistán
- Kosovo
- Laos
- Moldavia
- Mongolia
- Noruega
- Nueva Zelanda
- Sierra Leona
- Sri Lanka
- Surinam
- Taiwán
- Tanzania
- Tartaristán
- Zambia